# Monte Bue
Il monte Bue è una vetta dell'Appennino ligure facente parte del gruppo del monte Maggiorasca, situata sullo spartiacque tra la val d'Aveto, la val Ceno e la val Nure, al confine tra la città metropolitana di Genova e le province di Parma e Piacenza, tra i comuni di Santo Stefano d'Aveto, Bedonia e Ferriere. Si tratta della seconda cima più alta dell'Appennino ligure, dopo il vicino monte Maggiorasca e della cima più alta della provincia di Piacenza.
Il versante ligure rientra nel territorio del parco naturale regionale dell'Aveto, mentre quello emiliano rientra nel SIC Monte Nero, Monte Maggiorasca, La Ciapa Liscia.

## Storia
Negli anni '60 venne costruita sul versante avetano del monte una cestovia capace di collegare Rocca d'Aveto, frazione di Santo Stefano d'Aveto, con la cima del monte, con una stazione intermedia a Prato della Cipolla. L'impianto fu inaugurato nell'inverno del 1965, alla presenza del ministro dell'interno Paolo Emilio Taviani. Con la costruzione degli impianti di risalita, sulla cima venne costruito anche un rifugio per l'accoglienza e il pernottamento dei turisti. Sul versante parmense del monte fu, invece, costruito uno skilift che permetteva di accedere alla vetta da Prato Grande dell'Anzola.
L'impianto rimase in attività fino al 1993 quando, dopo una serie di inverni senza neve a partire dal 1988, la società Val d'Aveto Spa, gestrice degli impianti, fallì causandone la chiusura, che coinvolse anche il rifugio.
Nell'estate del 2008 l'azienda austriaca Doppelmayr iniziò i lavori per la costruzione di una seggiovia biposto da Rocca d'Aveto a Prato Cipolla. Terminati i lavori, la seggiovia venne inaugurata il 26 dicembre successivo. La stessa azienda si occupò, successivamente, della costruzione del secondo tronco della seggiovia, da Prato della Cipolla alla cima del monte, che fu inaugurata il 9 ottobre 2010. In seguito alla riattivazione degli impianti di risalita fino alla vetta, nel 2011 venne riaperto anche il rifugio posto sulla sommità del monte.

## Descrizione

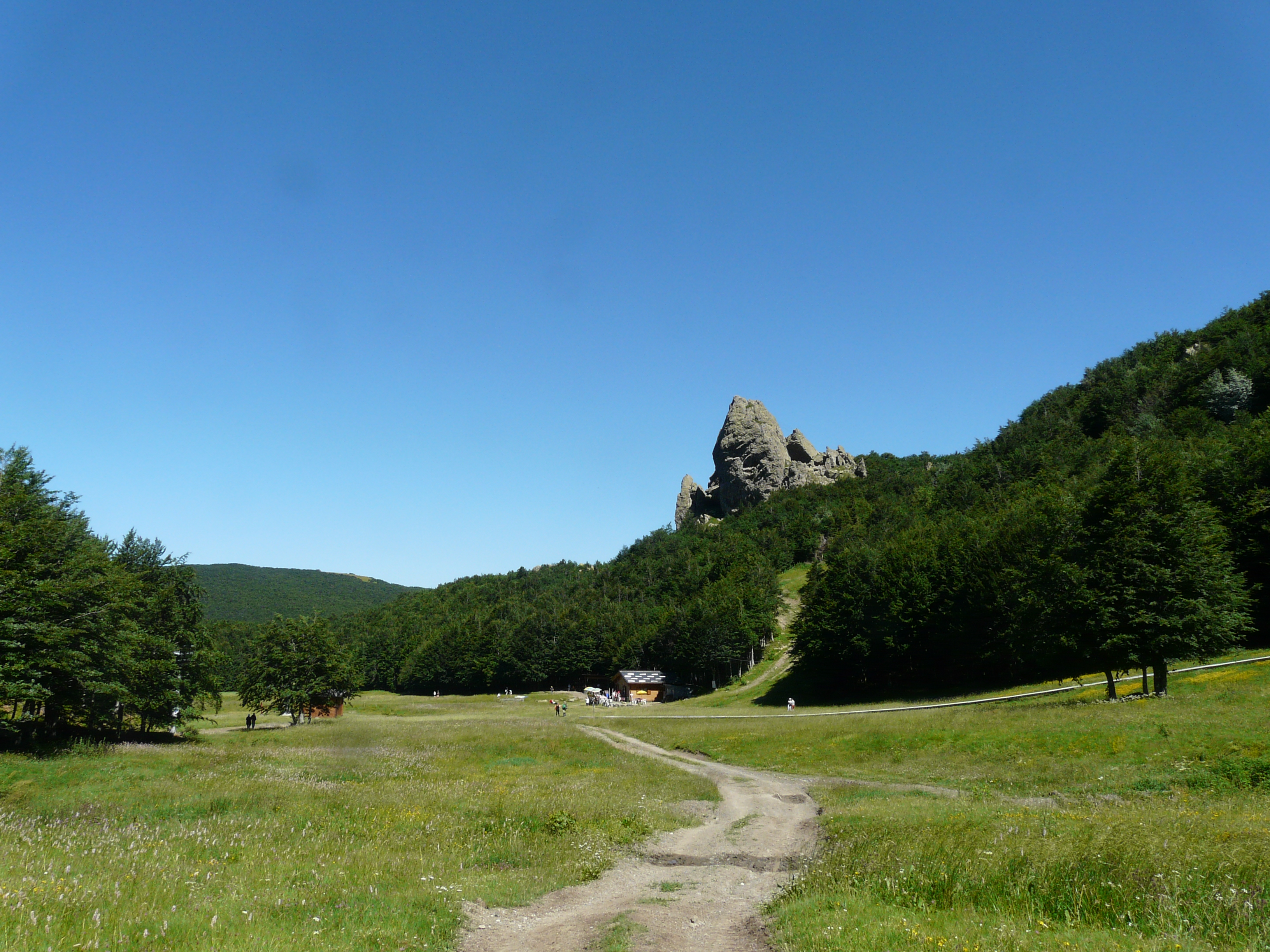
Il prato della Cipolla

Il monte Bue, situato a nord del monte Maggiorasca, dal quale è separato dal valico della Colletta, è caratterizzato da una forma vagamente piramidale e da una vetta erbosa. È composto da arenarie ofiolitiche riaffioranti che sono all'origine delle forme più dolci della montagna rispetto alle limitrofe vette generate da affioramenti di basalti e peridotiti.
La vetta del monte Bue è il punto in cui la dorsale che divide la val d'Aveto dalla val Ceno si sdoppia, dando origine alla val Nure.
Sulle pendici del monte, in comune di Ferriere, si trovano il bivacco Sacchi e la breve ferrata Mazzocchi, mentre in comune di Santo Stefano d'Aveto si trova un rifugio a Prato della Cipolla.

## Turismo
Sul versante avetano è presente una stazione sciistica, denominata Santo Stefano Ski Area con uno skilift, due seggiovie e un tapis roulant a servizio del campo scuola per imparare a sciare. Il comprensorio include anche un anello per lo sci di fondo.
D'estate la zona è frequentata per l'escursionismo e per l'arrampicata sportiva, con le falesie della rocca del Prete, del monte Maggiorasca, di Waiting for Fred e del dente delle Ali; queste falesie sono caratterizzate dalla presenza di ofiolite spesso piuttosto friabile.